# منظمة التحرير الفلسطينية في لبنان
كانت منظمة التحرير الفلسطينية مقرها في لبنان لفترة طويلة من الزمن (1960 - 1982) وذلك باستخدام تشكيلها في البلاد للتوسع كمنظمة وجمع الدعم والحفاظ على كفاحه المسلح مع إسرائيل. يمكن القول أن فترة لبنان كانت أهم وقت في وجود منظمة التحرير الفلسطينية لأسباب تتعلق بالمكاسب السياسية والاعتراف الدولي على الرغم من أنها تنطوي أيضا على قدر كبير من العنف وتشريد المدنيين وعدم الاستقرار الاقتصادي. تمكنت منظمة التحرير الفلسطينية من الحفاظ على وجود قوي وخاصة في جنوب لبنان لعدة سنوات وأحيانا كان لها أثر إيجابي على السكان المحليين ولكن بسبب التوترات الدينية والخلط في البنية كانت في كثير من الأحيان سبب في عدم الرضا والخوف بين المواطنين اللبنانيين.

## من أواخر الستينيات من القرن العشرين إلى عام 1982
تعود أصول وجود منظمة التحرير الفلسطينية في لبنان إلى أواخر الستينيات بعد حرب 1967. كانت هناك بالفعل مناطق كبيرة من لبنان تسكنها مجتمعات فلسطينية في المنفى أو حوالي 12٪ من مجموع السكان. كان الرئيس اللبناني شارل حلو حريصا على احتمال وجود مشاعر وطنية تسبب اضطرابات في لبنان بعد الحرب التي اشعلت دعما جماعيا من المجتمعات العربية للقضية الفلسطينية. ومع ذلك كانت شبكات العصابات تنشط بشكل متزايد في أواخر الستينيات وحصلت على مزيد من الحرية بعد اتفاق القاهرة 1969 حيث وضعت مخيمات اللاجئين الفلسطينيين في لبنان تحت قيادة القوات الفلسطينية بدلا من مكتب ديوكسيم الثقيل.
جاء تأسيس منظمة التحرير الفلسطينية كليا في لبنان بعد قرار الملك حسين الأردني بطرد الجماعة من بلاده في عام 1970. منظمة أيلول الأسود التي شكلت نتيجة لاختطاف الطائرات التي تم جلبها إلى الأردن. فالعديد من السبعينات من القرن الماضي موجود في التاريخ في ظل ما تمخض عنه من إهانة للحرب الأهلية والتي أصبحت منظمة التحرير الفلسطينية متورطة فيها بعد الإحجام الأولي عن أي مشاركة. لم يكن من مصلحة منظمة التحرير الفلسطينية أن تتورط في صراع يستنزف الموارد وينقص التركيز من هدف التخطيط لحركات التمرد ضد إسرائيل.
جاءت نهاية زمن منظمة التحرير الفلسطينية في لبنان فجأة وحاسمة بعد غزو القوات الإسرائيلية لجنوب لبنان وإجبار قوات منظمة التحرير الفلسطينية على الخروج من البلاد. نتيجة لذلك كان على المنظمة نقل قاعدتها إلى تونس العاصمة في تونس.

## المخيمات: الحكم الذاتي والدولة داخل الدولة
كانت منظمة التحرير الفلسطينية قادرة على تحقيق دولة صغيرة داخل جنوب لبنان تتألف من مئات الآلاف من اللاجئين المتواجدين في المخيمات بالمنطقة. مع مرور الوقت تمكنت منظمة التحرير الفلسطينية من السيطرة الكاملة تقريبا على مناطق لبنان باستخدام قوات الشرطة الخاصة بها والبنية التحتية العسكرية والاقتصادية على الرغم من أن تنظيميا قيل هذا متفرقة من حيث الكفاءة.

## تقارير متضاربة عن سلوك منظمة التحرير الفلسطينية

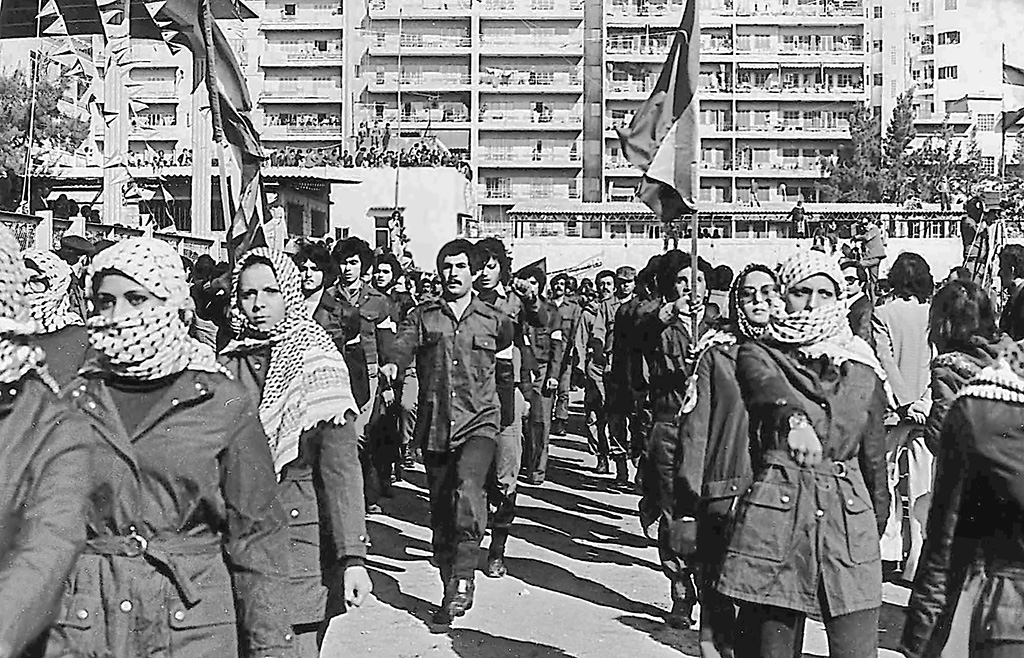
الفدائيون الفلسطينيون في بيروت، 1979.

هناك تقارير متفاوتة عن وجود منظمة التحرير الفلسطينية في لبنان من حيث ما إذا كانت تشارك بشكل بناء مع الفلسطينيين والمدنيين اللبنانيين أو ما إذا كانت في الواقع وجود غير منظم وخطير في كثير من الأحيان. كانت هناك العديد من الحوادث الرئيسية التي ساهمت في وجهة نظر متضاربة من العصر والمؤرخين لا تزال في صراع حول الطبيعة الحقيقية لتأثير منظمة التحرير الفلسطينية على البلاد.
فالحالة في لبنان بالغة التعقيد خاصة وأن منظمة التحرير الفلسطينية نفسها قد انقسمت في بعض الأحيان وتؤدي مختلف الفصائل أدوارا مختلفة في أوقات مختلفة. في عام 1976 أدى وصول الفدائيون الفلسطينيون من تنظيم سوريا إلى تعقيد الأمور وهناك أعداد هائلة من التقارير عن التخويف والتعذيب والقتل من القوات اللبنانية أو القوات الإسرائيلية أو منظمة التحرير الفلسطينية أو الجماعات التابعة لمنظمة التحرير الفلسطينية والجنود الفيدايين غير المحددين. على سبيل المثال يمكن أن يقال المحفز الأولي لتدخل منظمة التحرير الفلسطينية في القضية اللبنانية الداخلية ليكون هجوم حزب الكتائب اللبنانية على حافلة في أبريل 1975. وفقا لمسعى صحفي من جيروسالم بوست كان هناك «القليل أو لا دليلا موضوعيا على العديد من القصص الفظيعة» مما يوحي بأن هناك عموما صفعة من الإشاعات والإفراط في الإفراط في الإبلاغ عن سوء معاملة منظمة التحرير الفلسطينية للمدنيين. ومع ذلك فقد اقترح الأكاديمي جيليان بيكر أن لبنان «دمر من قبل منظمة التحرير الفلسطينية وبسببها». كثيرون يشيرون إلى مجزرة الدامور كمثال رئيسي على همجية منظمة التحرير الفلسطينية على الرغم من أن هذا كان من الناحية النظرية ردا على مجزرة الكرنتينا من قبل حزب الكتائب اللبنانية قبل أيام.

## استخدام الوسائط
في لبنان تمكنت منظمة التحرير الفلسطينية من استخدام وسائل الإعلام والموارد من أجل توسيع شبكة دعمها. أشار أحد النصوص إلى أن منظمة التحرير الفلسطينية استولت بشكل كامل على وسائل الإعلام اللبنانية. نشرت منشورات مثل حركة فتح يوميا من عام 1970 فصاعدا وكانت هناك منشورات أخرى عديدة نشرت باسم منظمة التحرير الفلسطينية. كانت هناك بالفعل إدارة للثقافة في الدعاية والمركز الدولي لمنظمة التحرير الفلسطينية التي تضمنت أفلامها الطريق إلى فلسطين ومعسكر الشباب. هناك تقارير عديدة من وقت منظمة التحرير الفلسطينية في لبنان عن التهديدات الموجهة ضد الصحفيين الأجانب والمحليين وكذلك للرشاوى مقابل التغطية المتحيزة. كان من المعروف أن الصحفيين الكبار قد تم شطبهم من خلال تلقي ملفات مفصلة بسخاء عن إضراب وشيك ضد إسرائيل من أجل ضمان أقصى قدر من التغطية.

## المشاركة الدولية
يمكن اعتبار تدخل سوريا عاملا معقدا ولكن أيضا ربط منظمة التحرير الفلسطينية بموقف كان فيه المزيد من التسوية أمرا ضروريا بسبب تورط سوريا كداعم للمسيحيين. غير أن هذا الموقف تغير وتوقف دعمهم للمسيحيين. استجابت أوروبا لمحنة الفلسطينيين على مدى وقت منظمة التحرير الفلسطينية في لبنان وفرنسا واليونان بذلت جهودا خاصة لدعم القضية الفلسطينية. كانت الولايات المتحدة أقل إيجابية ردا على منظمة التحرير الفلسطينية وفي وقت ما كانت تفضل سياسة عزل الفلسطينيين والتي لم تنجح بشكل واضح.
علق تشارلز ويلسون عضو الكونجرس الأمريكي المسؤول عن جمع الأموال لمساعدة المجاهدين الأفغان على محاربة السوفييت أنه يشعر بأن القوات الإسرائيلية كانت موضع ترحيب كجيش تحرير وأن وجود منظمة التحرير الفلسطينية كان يستحق حتى اضطراب الغزو الإسرائيلي.

## الموقف التكتيكي
في حين تمكنت منظمة التحرير الفلسطينية في لبنان من شن عدة هجمات على إسرائيل من نقاط تفتيش على طول الحدود. كما أن الوقت في لبنان أتاح لمنظمة التحرير الفلسطينية حيزا ومواردا لتخطيط الأنشطة لدعم القضية الأوسع نطاقا بما في ذلك عملية ميونخ. أصبحت الهجمات على إسرائيل بما في ذلك إطلاق الصواريخ حافزا للاجتياحات الإسرائيلية في لبنان، الأولى في عام 1978 ومرة أخرى في وقت لاحق وبشكل حاسم في عام 1982. على الرغم من هجمات منظمة التحرير الفلسطينية كانت قادرة على أن تسبب اضطراب فإنه ليس من الممكن القول أنها تحقق أي مكسب عسكري دائم وفي واقع الأمر عن طريق تكبد غضب من منظمة التحرير الفلسطينية الشرسة منظمة التحرير الفلسطينية في النهاية مدفوعة.
غير أن وضع منظمة التحرير الفلسطينية في لبنان أتاح للمنظمة قدرا من الهيكل الاقتصادي وتمكنت من الحصول على بعض القوة الاقتصادية بهذه الطريقة من خلال إقامة روابط تجارية وأعمال تجارية وجمع الضرائب من الفلسطينيين المشردين.

## فيما بعد
في أعقاب نفي منظمة التحرير الفلسطينية القسري من لبنان تضاءلت قوتها واضطرت منظمة التحرير الفلسطينية كمنظمة إلى الابتعاد عن الشعب الذي سعت إلى القتال من أجله. يمكن النظر إلى الفترة اللبنانية في واقع الأمر على أنها وقت لا يوجد فيه تطور حقيقي في رغبة منظمة التحرير الفلسطينية في تحقيق الدولة وذلك في المقام الأول بسبب تشوهها بنزاعات إضافية. طوال هذه الفترة بدأت منظمة التحرير الفلسطينية تقبل مفهوم الحل القائم على وجود دولتين وتتجه نحو نوع الاتفاقات التي من شأنها أن تربط اتفاق أوسلو الأول ولكن العمليات الدبلوماسية عرقلها الصراع. انقسمت منظمة التحرير الفلسطينية على نفسها كمنظمة في بعض الأحيان وكانت الثقة بين الجماعات السياسية ضئيلة.